# Bromure de ditellure
Le bromure de ditellure est un composé chimique de formule Te2Br. C'est l'un des rares bromures inférieurs stables du tellure. Contrairement au soufre et au sélénium, le tellure forme une série de sous-halogénures polymériques dans lesquels le rapport chalcogène/halogénure est inférieur à 2.
Le bromure de ditellure se présente sous la forme d'un solide gris constitué de chaînes doubles d'atomes de trois et quatre atomes de tellure qui se condensent en cycles Te6 en conformation bateau formant des rubans liés par des ponts bromure. Il cristallise dans le système cristallin orthorhombique et le groupe d'espace Pnma (no 62).
On peut préparer le bromure de ditellure en faisant réagir du tétrabromure de tellure TeBr4 avec du tellure dans un liquide ionique en présence d'une petite quantité de chlorure de sodium NaCl. Il peut également être obtenu en faisant réagir du tellure avec du brome Br2 en proportion stœchiométrique sous vide à 215 °C.